# Stan van Manen
Stan van Manen (Leiden, 12 mei 2007), is een Nederlands voetballer die doorgaans als aanvaller speelt. Hij komt uit voor FC Emmen.

## Carrière
Van Manen werd op elfjarige leeftijd gescout bij VV Drenthina door FC Emmen. Hij doorliep daar de gehele jeugdopleiding, waarna hij op 31 januari 2025 zijn debuut mocht maken in het eerste in de Keuken Kampioen Divisie, tegen Jong PSV (4-2). Hij kwam in de slotminuten in het veld voor Jalen Hawkins.

## Persoonlijk
Van Manen is het neefje van voormalig voetballer en voetbaltrainer Arne Slot.

## Statistieken
| Seizoen | Club     | Competitie     | Competitie | Competitie | Beker | Beker | Overig | Overig | Totaal | Totaal |
| Seizoen | Club     | Competitie     | Wed.       | Dlp.       | Wed.  | Dlp.  | Wed.   | Dlp.   | Wed.   | Dlp.   |
| ------- | -------- | -------------- | ---------- | ---------- | ----- | ----- | ------ | ------ | ------ | ------ |
| 2024/25 | FC Emmen | Eerste divisie | 3          | 0          | 0     | 0     | 0      | 0      | 3      | 0      |
| 2025/26 | FC Emmen | Eerste divisie | 2          | 0          | 0     | 0     | 0      | 0      | 2      | 0      |
| Totaal  | Totaal   | Totaal         | 5          | 0          | 0     | 0     | 0      | 0      | 5      | 0      |

Bijgewerkt op 3 april 2025.
1 Bucker ·
2 Soares ·
3 Vos ·
4 Østergaard ·
5 Geypens ·
6 Mulder  ·
7 Rhein ·
8 Bakir ·
9 Postema ·
10 Hawkins ·
11 Amadin ·
12 Quispel ·
13 Denk ·
14 Van Manen ·
15 De Haan ·
16 Norder ·
16 Wanki ·
17 Larsen ·
18 Evina ·
19 Claridge ·
20 Kade ·
21 Nunumete ·
22 Beukers ·
23 Oostra ·
24 Mesbahi ·
25 Kongolo ·
26 Otten ·
27 Marheineke ·
28 Jalving ·
34 Bolk ·
38 Unbehaun ·
Coach: Van Dam
· Assistent-coach: Arts
· Assistent-coach: Hegeman
· Keeperstrainer: Telgenkamp